# WWE Greatest Royal Rumble
Greatest Royal Rumble – gala wrestlingu wyprodukowana przez federację WWE dla zawodników z brandów Raw i SmackDown. Odbyła się 27 kwietnia 2018 w King Abdullah International Stadium w Dżuddzie w Arabii Saudyjskiej. Emisja była przeprowadzana na żywo za pośrednictwem WWE Network oraz w systemie pay-per-view.
Podczas gali odbył się pierwszy w historii 50-osobowy Royal Rumble match, który wygrał Braun Strowman, a także pojedynki o wszystkie tytuły mężczyzn głównego rosteru. Brock Lesnar obronił WWE Universal Championship w steel cage matchu pokonując Romana Reignsa. Ponadto The Undertaker pokonał Ruseva w casket matchu, zaś walka AJ Stylesa z Shinsuke Nakamurą o WWE Championship zakończyła się podwójnym wyliczeniem poza ringowym.

## Produkcja

### Przygotowania
Greatest Royal Rumble oferowało walki profesjonalnego wrestlingu z udziałem wrestlerów należących do brandów Raw i SmackDown. Oskryptowane rywalizacje (storyline’y) kreowane były podczas cotygodniowych gal Raw, SmackDown Live oraz ekskluzywnej dla dywizji cruiserweight 205 Live. Wrestlerzy są przedstawieni jako heele (negatywni, źli zawodnicy i najczęściej wrogowie publiki) i face’owie (pozytywni, dobrzy i najczęściej ulubieńcy publiki), którzy rywalizują pomiędzy sobą w seriach walk mających budować napięcie. Kulminacją rywalizacji jest walka wrestlerska lub ich seria.
5 marca 2018 WWE i Saudi General Sports Authority ogłosiło, że 27 kwietnia odbędzie się gala Greatest Royal Rumble zorganizowana w Dżuddzie w Arabii Saudyjskiej. Zorganizowanie gali jest częścią rozpoczęcia 10-letniej strategicznej i marketingowej współpracy z Saudi General Sports Authority, co ma pomóc w rozwinięciu programu krajowego „Saudi Vision 2030” – poprawienia wizerunku i ekonomii kraju.
19 marca WWE ogłosiło, że prócz 50-osobowego Royal Rumble matchu, podczas gali odbędzie się siedem walk mistrzowskich o WWE Championship, WWE Universal Championship, WWE Intercontinental Championship, WWE United States Championship, WWE Raw Tag Team Championship, WWE SmackDown Tag Team Championship i WWE Cruiserweight Championship.
22 marca potwierdzono, że gala będzie emitowana za pośrednictwem WWE Network, a także w systemie pay-per-view w Stanach Zjednoczonych i międzynarodowo.
W kwietniu federacja prowadziła nabory nowych potencjalnych wrestlerów z Arabii Saudyjskiej. WWE zaoferowało ośmiu adeptom dalsze treningi w federacji.

### Rywalizacje
9 kwietnia ogłoszono, że Brock Lesnar, który podpisał kolejny kontrakt z WWE, będzie bronił Universal Championship w steel cage matchu z Romanem Reignsem, co zwiastowało ich rewanż z WrestleManii 34. Tego samego dnia podczas odcinka tygodniówki Raw, Reigns okazał złość, gdyż nikt nie powiedział mu o jego przyszłych walkach i oponentach, wyodrębniając jego rewanż z Lesnarem. Po chwili na arenę wkroczył Samoa Joe, który wyzwał do go walki na majowej gali Backlash, po czym obiecał, że po przegranej z Lesnarem, zostanie pokonany również przez niego.
26 marca WWE potwierdziło organizację ladder matchu o Intercontinental Championship pomiędzy Sethem Rollinsem, Finnem Bálorem, Samoa Joe i ówczesnym mistrzem The Mizem. Na WrestleManii 34, The Miz utracił mistrzostwo na rzecz Rollinsa. Podczas trwającego draftu „Superstar Shake-up”, Miz i Joe zostali przeniesieni do brandu SmackDown, zaś Rollins i Bálor pozostali zawodnikami brandu Raw.
26 marca ogłoszono, że Cesaro i Sheamus będą bronić swoich Raw Tag Team Championship w walce z The Hardy Boyz (Jeffem i Mattem Hardym). Na WrestleManii 34, Cesaro i Sheamus utracili tytuły na rzecz Brauna Strowmana i 10-letniego Nicholasa. Dzień później podczas odcinka Raw, Strowman i Nicholas zrzekli się mistrzostw, gdyż Nicholas (wedle scenariusza) nie mógł regularnie występować dla federacji. Generalny menadżer brandu Raw Kurt Angle ogłosił organizację turnieju „Tag Team Eliminator” o zwakowane tytuły. Jako pierwszych finalistów wyznaczył Cesaro i Sheamusa. Matt Hardy i Bray Wyatt pokonali Titus Worldwide (Apollo Crewsa i Titusa O’Neila) oraz The Revival (Dasha Wildera i Scotta Dawsona), dzięki czemu dotarli do finału. Wskutek trwającego draftu „Superstar Shake-up”, 17 kwietnia Cesaro i Sheamus zostali przeniesieni do brandu SmackDown.
Na WrestleManii 34, The Bludgeon Brothers (Harper i Rowan) pokonali The Usos (Jeya i Jimmy’ego Uso) oraz The New Day (Big E i Kofiego Kingstona) w triple threat tag team matchu, zdobywając SmackDown Tag Team Championship. Dwa dni później podczas odcinka SmackDown Live, The Usos pokonali The New Day i stali się pretendentami do tytułów The Bludgeon Brothers na gali Greatest Royal Rumble.
26 marca do karty walk dodano pojedynek Johna Ceny z Triple H’em.
11 kwietnia, na trzy dni po pokonaniu Johna Ceny na WrestleManii 34, The Undertaker został wyznaczony do walki z Rusevem w casket matchu, lecz dzień później Rusev został zastąpiony przez Chrisa Jericho. Wedle scenariusza zostało wyjaśnione tym, że żona Ruseva, Lana, poprosiła władze WWE o usunięcie męża z niebezpiecznego rodzaju walki. 16 kwietnia Rusev został przywrócony jako oponent The Undertakera, zaś Jericho został dopisany do listy uczestników 50-osobowego Royal Rumble matchu.
Na WrestleManii 34, Jinder Mahal pokonał Randy’ego Ortona, Bobby’ego Roode’a i Ruseva w fatal 4-way matchu, zdobywając United States Championship. 16 kwietnia podczas odcinka Raw, Mahal został przeniesiony do brandu Raw i tej samej nocy utracił swój tytuł na rzecz Jeffa Hardy’ego. Po walce ogłosił, że swoją klauzulę rewanżową wykorzysta podczas gali Greatest Royal Rumble. Dzień później Hardy został przeniesiony do brandu SmackDown.
Również na WrestleManii 34, AJ Styles skutecznie obronił WWE Championship w walce z Shinsuke Nakamurą. Po walce Nakamura podarował pas przeciwnikowi, lecz po chwili wykonał mu cios w krocze, a także Kinshasę, wskutek czego stał się antagonistą. 17 kwietnia podczas odcinka tygodniówki SmackDown Live, Nakamura ponowił atak na Stylesie, po czym ogłoszono, że ich rewanż odbędzie się podczas gali Greatest Royal Rumble.
Podczas pre-show WrestleManii 34, Cedric Alexander pokonał Mustafę Alego i wygrał turniej o zwakowany WWE Cruiserweight Championship. Dwa dni później podczas odcinka tygodniówki 205 Live, Buddy Murphy zaatakował nowego mistrza podczas jego celebracji w ringu. Murphy miał zmierzyć się z Alexandrem o tytuł podczas gali Greatest Royal Rumble, lecz podczas obowiązkowego ważenia zawodników okazało się, że przekroczył limit wagi o 2 funty; do czasu zmniejszenia wagi został zawieszony w występach. Generalny menadżer 205 Live Drake Maverick ogłosił organizację gauntlet matchu, którego zwycięzca stanie się nowym przeciwnikiem Alexandra. Walkę zorganizowano 24 kwietnia podczas epizodu 205 Live, a wygrał ją Kalisto.

## Wyniki walk
| Nr                                 | Wyniki                                                                                | Stypulacje                                                                      | Czas    |
| ---------------------------------- | ------------------------------------------------------------------------------------- | ------------------------------------------------------------------------------- | ------- |
| 1                                  | John Cena pokonał Triple H’a                                                          | Singles match                                                                   | 15:45   |
| 2                                  | Cedric Alexander (c) pokonał Kalisto                                                  | Singles match o WWE Cruiserweight Championship                                  | 10:15   |
| 3                                  | Bray Wyatt i Matt Hardy pokonali Cesaro i Sheamusa                                    | Tag Team match o zwakowany WWE Raw Tag Team Championship                        | 8:50    |
| 4                                  | Jeff Hardy (c) pokonał Jindera Mahala (z Sunilem Singhem)                             | Singles match o WWE United States Championship                                  | 6:10    |
| 5                                  | The Bludgeon Brothers (Harper i Rowan) (c) pokonali The Usos (Jeya i Jimmy’ego Uso)   | Tag Team match o WWE SmackDown Tag Team Championship                            | 5:05    |
| 6                                  | Seth Rollins (c) pokonał Finna Bálora, Samoa Joe i The Miza                           | Ladder match o WWE Intercontinental Championship                                | 14:33   |
| 7                                  | AJ Styles (c) vs. Shinsuke Nakamura zakończyło się podwójnym wyliczeniem pozaringowym | Singles match o WWE Championship                                                | 14:25   |
| 8                                  | The Undertaker pokonał Ruseva (z Aidenem Englishem)                                   | Casket match                                                                    | 9:40    |
| 9                                  | Brock Lesnar (c) (z Paulem Heymanem) pokonał Romana Reignsa uciekając z klatki        | Steel Cage match o WWE Universal Championship                                   | 9:15    |
| 10                                 | Braun Strowman wygrał eliminując jako ostatniego Big Cassa                            | 50-osobowy Royal Rumble match o WWE Greatest Royal Rumble Trophy i Championship | 1:17:20 |
| (c) – mistrz/mistrzyni przed walką |                                                                                       |                                                                                 |         |

### Tag Team Eliminator
|  |                                               |                                               |                               |                         |     |                             |                             |                             |                  |                  |                                           |                                           |                                           |
|  | Ćwierćfinały Raw (9 kwietnia)                 | Ćwierćfinały Raw (9 kwietnia)                 | Ćwierćfinały Raw (9 kwietnia) |                         |     | Półfinały Raw (16 kwietnia) | Półfinały Raw (16 kwietnia) | Półfinały Raw (16 kwietnia) |                  |                  | Finał Greatest Royal Rumble (27 kwietnia) | Finał Greatest Royal Rumble (27 kwietnia) | Finał Greatest Royal Rumble (27 kwietnia) |
|  | Ćwierćfinały Raw (9 kwietnia)                 | Ćwierćfinały Raw (9 kwietnia)                 | Ćwierćfinały Raw (9 kwietnia) |                         |     | Półfinały Raw (16 kwietnia) | Półfinały Raw (16 kwietnia) | Półfinały Raw (16 kwietnia) |                  |                  | Finał Greatest Royal Rumble (27 kwietnia) | Finał Greatest Royal Rumble (27 kwietnia) | Finał Greatest Royal Rumble (27 kwietnia) |
|  |                                               |                                               |                               |                         |     |                             |                             |                             |                  |                  |                                           |                                           |                                           |
|  |                                               |                                               |                               |                         |     |                             |                             |                             |                  |                  |                                           |                                           |                                           |
|  | The Revival (Dash Wilder i Scott Dawson)      | The Revival (Dash Wilder i Scott Dawson)      | Pin                           |                         |     |                             |                             |                             |                  |                  |                                           |                                           |                                           |
|  | The Revival (Dash Wilder i Scott Dawson)      | The Revival (Dash Wilder i Scott Dawson)      | Pin                           |                         |     |                             |                             |                             | Cesaro i Sheamus | Cesaro i Sheamus | 8:50                                      |                                           |                                           |
|  | Karl Anderson i Luke Gallows                  | Karl Anderson i Luke Gallows                  | 3:35                          |                         |     |                             |                             |                             | Cesaro i Sheamus | Cesaro i Sheamus | 8:50                                      |                                           |                                           |
|  | Karl Anderson i Luke Gallows                  | Karl Anderson i Luke Gallows                  | 3:35                          |                         |     | The Revival                 | The Revival                 |                             |                  |                  | Bray Wyatt i Matt Hardy                   | Bray Wyatt i Matt Hardy                   | Pin                                       |
|  |                                               |                                               |                               |                         |     | The Revival                 | The Revival                 |                             |                  |                  | Bray Wyatt i Matt Hardy                   | Bray Wyatt i Matt Hardy                   | Pin                                       |
|  |                                               |                                               | Bray Wyatt i Matt Hardy       | Bray Wyatt i Matt Hardy | Pin |                             |                             |                             |                  |                  |                                           |                                           |                                           |
|  | Bray Wyatt i Matt Hardy                       | Bray Wyatt i Matt Hardy                       | Bray Wyatt i Matt Hardy       | Bray Wyatt i Matt Hardy | Pin | Pin                         |                             |                             |                  |                  |                                           |                                           |                                           |
|  | Bray Wyatt i Matt Hardy                       | Bray Wyatt i Matt Hardy                       |                               |                         |     |                             |                             |                             |                  |                  |                                           |                                           |                                           |
|  | Titus Worldwide (Apollo Crews i Titus O’Neil) | Titus Worldwide (Apollo Crews i Titus O’Neil) | 5:07                          |                         |     |                             |                             |                             |                  |                  |                                           |                                           |                                           |
|  | Titus Worldwide (Apollo Crews i Titus O’Neil) | Titus Worldwide (Apollo Crews i Titus O’Neil) | 5:07                          |                         |     |                             |                             |                             |                  |                  |                                           |                                           |                                           |

### Wejścia i eliminacje w Greatest Royal Rumble matchu
– członek brandu Raw
    – członek brandu SmackDown
    – członek brandu NXT
    – wolny agent
    – zwycięzca
| Nr wejściowy | Wrestler         | Brand       | Nr eliminacji | Wyeliminowany przez                   | Czas    | Eliminacje |
| ------------ | ---------------- | ----------- | ------------- | ------------------------------------- | ------- | ---------- |
| 1            | Daniel Bryan     | SmackDown   | 48            | Big Cassa                             | 1:16:05 | 3          |
| 2            | Dolph Ziggler    | Raw         | 12            | Kurta Angle’a                         | 0:21:44 | 2          |
| 3            | Sin Cara         | SmackDown   | 1             | Dolpha Zigglera                       | 0:01:18 | 0          |
| 4            | Curtis Axel      | Raw         | 2             | Marka Henry’ego                       | 0:02:00 | 0          |
| 5            | Mark Henry       | Wolny agent | 5             | Daniela Bryana i Dolpha Zigglera      | 0:03:27 | 3          |
| 6            | Mike Kanellis    | Raw         | 3             | Marka Henry’ego                       | 0:00:03 | 0          |
| 7            | Hiroki Sumi      | Wolny agent | 4             | Marka Henry’ego                       | 0:00:46 | 0          |
| 8            | Viktor           | Raw         | 6             | Daniela Bryana                        | 0:00:51 | 0          |
| 9            | Kofi Kingston    | SmackDown   | 14            | Eliasa                                | 0:16:34 | 1          |
| 10           | Tony Nese        | Raw         | 9             | Kofiego Kingstona i Xaviera Woodsa    | 0:07:13 | 1          |
| 11           | Dash Wilder      | Raw         | 7             | Daniela Bryana i Hornswoggle’a        | 0:01:26 | 0          |
| 12           | Hornswoggle      | Wolny agent | 8             | Tony’ego Nese’a                       | 0:01:00 | 1          |
| 13           | Primo Colón      | SmackDown   | 11            | Kurta Angle’a                         | 0:05:10 | 0          |
| 14           | Xavier Woods     | SmackDown   | 15            | Eliasa                                | 0:09:56 | 1          |
| 15           | Bo Dallas        | Raw         | 10            | Kurta Angle’a                         | 0:01:34 | 0          |
| 16           | Kurt Angle       | Raw         | 16            | Eliasa                                | 0:07:59 | 3          |
| 17           | Scott Dawson     | Raw         | 19            | Bobby’ego Roode’a                     | 0:11:44 | 0          |
| 18           | Goldust          | Raw         | 18            | Bobby’ego Roode’a                     | 0:10:04 | 0          |
| 19           | Konnor           | Raw         | 13            | Eliasa                                | 0:02:25 | 0          |
| 20           | Elias            | Raw         | 41            | Bobby’ego Lashleya                    | 0:34:04 | 5          |
| 21           | Luke Gallows     | SmackDown   | 20            | Reya Mysterio                         | 0:09:16 | 0          |
| 22           | Rhyno            | Raw         | 25            | Rodericka Stronga                     | 0:16:22 | 0          |
| 23           | Drew Gulak       | Raw         | 17            | Tuckera Knighta                       | 0:01:47 | 0          |
| 24           | Tucker Knight    | NXT         | 23            | Big E                                 | 0:10:08 | 1          |
| 25           | Bobby Roode      | Raw         | 29            | Barona Corbina                        | 0:17:44 | 2          |
| 26           | Fandango         | Raw         | 21            | Mojo Rawleya                          | 0:03:42 | 0          |
| 27           | Chad Gable       | Raw         | 24            | Apollo Crewsa                         | 0:08:17 | 0          |
| 28           | Rey Mysterio     | Wolny agent | 37            | Barona Corbina                        | 0:20:25 | 1          |
| 29           | Mojo Rawley      | Raw         | 27            | Randy’ego Ortona                      | 0:08:52 | 2          |
| 30           | Tyler Breeze     | Raw         | 22            | Mojo Rawleya                          | 0:00:16 | 0          |
| 31           | Big E            | SmackDown   | 33            | Brauna Strowmana                      | 0:13:59 | 1          |
| 32           | Karl Anderson    | SmackDown   | 26            | Randy’ego Ortona                      | 0:04:25 | 0          |
| 33           | Apollo Crews     | Raw         | 28            | Randy’ego Ortona                      | 0:03:26 | 1          |
| 34           | Roderick Strong  | NXT         | 30            | Barona Corbina                        | 0:06:00 | 1          |
| 35           | Randy Orton      | SmackDown   | 39            | Eliasa                                | 0:10:58 | 4          |
| 36           | Heath Slater     | Raw         | 34            | Brauna Strowmana                      | 0:07:38 | 0          |
| 37           | Babatunde        | NXT         | 31            | Brauna Strowmana                      | 0:05:53 | 0          |
| 38           | Baron Corbin     | Raw         | 38            | Randy’ego Ortona                      | 0:07:08 | 3          |
| 39           | Titus O’Neil     | Raw         | 35            | Brauna Strowmana                      | 0:04:42 | 0          |
| 40           | Dan Matha        | NXT         | 32            | Brauna Strowmana                      | 0:02:01 | 0          |
| 41           | Braun Strowman   | Raw         | —             | Zwycięzca                             | 0:22:14 | 13         |
| 42           | Tye Dillinger    | SmackDown   | 36            | Brauna Strowmana                      | 0:00:29 | 0          |
| 43           | Curt Hawkins     | Raw         | 40            | Brauna Strowmana                      | 0:00:20 | 0          |
| 44           | Bobby Lashley    | Raw         | 45            | Brauna Strowmana                      | 0:14:38 | 2          |
| 45           | The Great Khali  | Wolny agent | 42            | Brauna Strowmana i Bobby’ego Lashleya | 0:00:31 | 0          |
| 46           | Kevin Owens      | Raw         | 47            | Brauna Strowmana                      | 0:10:43 | 0          |
| 47           | Shane McMahon    | SmackDown   | 44            | Brauna Strowmana                      | 0:08:07 | 0          |
| 48           | Shelton Benjamin | SmackDown   | 43            | Chrisa Jericho                        | 0:04:23 | 0          |
| 49           | Big Cass         | SmackDown   | 49            | Brauna Strowmana                      | 0:07:23 | 1          |
| 50           | Chris Jericho    | SmackDown   | 46            | Brauna Strowmana                      | 0:03:18 | 1          |